# Fuerte de Al Jahili

El Fuerte de Al-Jahili (en árabe: قَلْعَة ٱلْجَاهِلِي‎, romanizado: Qalʿat al-Jāhilī) es un fuerte de Al Ain, en el Emirato de Abu Dabii, de UAE. El fuerte se fundó en 1891 alrededor del Oasis de Al-Jahili para proteger a los cultivadores de palmeras. Más tarde se apoderó de él el antiguo explorador costero omaní para su operación de protección de las vías montañosas y para preservar la paz intertribal. Fue mencionado y registrado por varias figuras históricas. Se dice que Percy Cox, en su viaje a Al Ain en 1905, visitó la región de Al Jahili. En 1906, John Gordon Lorimer mencionó que el fuerte se construyó bajo el gobierno de Zayed bin Khalifa Al Nahyan.

## Localización
El fuerte está situado en la parte sur de la ciudad de Al Ain, cerca del museo del palacio Sheikh Zayed. Se encuentra en un lugar estratégico donde existen fuentes de agua y tierras de cultivo.

## Arquitectura
De aspecto similar al Fuerte Mezyad,
El fuerte de Jahili es uno de los castillos más grandes de la ciudad. Forma parte de un complejo mayor de actividad pública que incluye la plaza pública. El fuerte tiene forma cuadrada y una longitud de 118 m y una altura de 8 m. En la parte superior hay aspillerass y balcones triangulares. Tiene tres atalayass redondas y una rectangular en la esquina noroeste. Las torres redondas tienen un diámetro de 5 m y una altura de 14 m. Las torres de vigilancia rectangulares tienen una anchura y una longitud de 4  y 7 respectivamente, y una altura de 14 m. La torre rectangular se considera más fuerte en términos de capacidad defensiva.

## Restauración
Fue restaurado por el Departamento de Antigüedades y Museos de Al Ain a mediados de la década de 1980. Posteriormente, la Autoridad de Abu Dhabi para la Cultura y el Patrimonio volvió a restaurarlo en 2007-2008, durante el cual se instalaron varias infraestructuras, como la oficina de visitantes, tiendas de regalos, cafetería y una plaza pública más amplia para exposiciones y actividades culturales. Está previsto rehabilitar el fuerte en el futuro para que desempeñe un papel más importante en la actividad turística y social de la región de Al Ain.

## Réplica
Existe una réplica del fuerte junto al puente Sheikh Zayed sobre el río Swat en el valle del Swat de Pakistán. La maqueta, así como el puente, fueron inaugurados en abril de 2013.